# National Crime Agency
La National Crime Agency (NCA; Agenzia nazionale anticrimine) è un'agenzia di polizia britannica fondata il 7 ottobre 2013. La NCA ha sostituito la Serious Organized Crime Agency e ha anche rilevato il Child Exploitation and Online Protection Center e parti della National Policing Improvement Agency. È la principale agenzia del Regno Unito contro la criminalità organizzata; traffico di esseri umani, armi e droga; crimine informatico; e criminalità economica che attraversa i confini regionali e internazionali, ma può essere incaricata di indagare su qualsiasi crimine. La NCA ha un ruolo strategico in cui guarda al quadro più ampio in tutto il Regno Unito, analizzando come operano i criminali e come possono essere interrotti. A tal fine lavora a stretto contatto con le unità regionali della criminalità organizzata (ROCU), il Serious Fraud Office e le singole forze di polizia.
L'8 giugno 2011, il ministro dell'Interno Theresa May ha annunciato che la NCA sarà organizzata in una serie di comandi speciali; rispettivamente per la criminalità organizzata, la polizia di frontiera, la criminalità economica e la criminalità informatica. Tutti i comandi operano come parte di un'unica organizzazione e condividono servizi comuni come l'intelligence.
Nell'ottobre 2011 è stato annunciato che Keith Bristow, capo della Warwickshire Police, servirà come primo direttore della NCA.
La NCA ha più di 4.000 ufficiali.

## Organizzazione

### Direttori generali
1. Keith Bristow (2013–2016)
2. Lynne Owens (2016– )

### Consiglio di amministrazione
| Ruolo                             | Titolare ufficio       |
| --------------------------------- | ---------------------- |
| Direttore generale                | Lynne Owens QPM CBE    |
| Direttore generale (funzionalità) | Nina Cope              |
| Direttore non esecutivo           | Jane Furniss CBE       |
| Direttore non esecutivo           | Nicholas Alston CBE MA |
| Direttore non esecutivo           | Wendy Barnes           |
| Direttore non esecutivo           | Reshard Auladin        |

### Team di commando
| Ruolo                                                                        | Titolare ufficio |
| ---------------------------------------------------------------------------- | ---------------- |
| Direttore delle investigazioni                                               | Nikki Holland    |
| Direttore delle vulnerabilità                                                | Will Kerr        |
| Direttore della prosperità (criminalità economica e criminalità informatica) | Rob Jones        |
| Chief Information Officer                                                    | Steve Bennett    |